# Езерец
Вижте пояснителната страница за други значения на Езерец.
Езерец е село в Североизточна България, община Шабла, област Добрич.

## География
Село Езерец се намира в Добруджанската равнина (известна навремето като Малка Скития), която е част от огромната степ, простираща се на запад от Унгарската пуста, през Влашката равнина, Добруджа, Украйна, Крим, Донската и Волжка степ, чак до териториите отвъд Каспийско море – на изток. Районът е равнинен (надморска височина на общ. Шабла – 48 метра), като бива прорязван от няколко дерета, които водят към Дуранкулашкото и Шабленското езеро. Последното всъщност се състои от две езера – едното на Езерец, другото на Шабла, които са свързани с канал. Типичната растителност (която може да се види на необработваемите, каменисти райони, наричани „кайряци“) е характерната за степта – предимно различни по височина (в зависимост от почвата) треви и бодили. Дърветата са изцяло засадени от хората. Срещат се в селата (през лятото отдалеч те изглеждат като оазиси, поради това че са като зелени петна сред обширни жълто-кафяви пшенични и ечемичени ниви и изсъхнала трева), на места край пътищата, в малки горички (широколистни и иглолистни) и най-вече в т.нар. „полезащитни пояси“, които отделят големите парцели земя (обикновено по 1 – 2 хил. дка) и служат за защита на посевите от силните североизточни ветрове, които духат почти постоянно (през лятото духа от юг). Основната картина, която човек вижда в района са големи, равни ниви, стигащи практически до хоризонта. От височина няколко метра, се открива гледка на десет, двадесет или дори повече километра (когато времето е ясно).
Езерец е до самия път, започващ от Варна и стигащ до ГКПП Дуранкулак, а нататък – продължаващ в Румъния. Пътят се простира от запад на изток. Разстоянието до морето е около 3 км. Брегът е пуст (има само един полузарит от пясъка бункер от преди Втората световна война). Това се дължи на факта, че до началото на 90-те, крайбрежието беше затворено и оградено от бодлива тел и вишки, заради намиращата се в района правителствена резиденция.
Разстоянието от Езерец до съседните населени места е:
- До гр. Шабла – ок. 7 км;
- До с. Крапец – ок. 4 км по черни пътища и ок. 10 км по асфалтов път;
- До с. Ваклино – ок. 6 км;
- До с. Дуранкулак – ок. 10 км.

## История
До 1942 година селото носи името Сатълмъш.
През пролетта на 1949 г. в селото е създаден ТКЗС при местната всестранна взаимоспомагателна кооперация.

## Население
Преброяване на населението през 2011 г.
Численост и дял на етническите групи според преброяването на населението през 2011 г.:
|                     | Численост | Дял (в %) |
| Общо                | 124       | 100,00    |
| Българи             | 121       | 97,58     |
| Турци               | 0         | 0,00      |
| Цигани              | 0         | 0,00      |
| Други               | 0         | 0,00      |
| Не се самоопределят | 0         | 0,00      |
| Неотговорили        | 2         | 1,61      |

## Културни и природни забележителности
Езерец е малко село, но има много забележителности. Неговото море, което е само на 3 км от селото, има красив бряг с красиво вълнение. Има и хотели – единият е ловен, а другият е за туристи. Основното, което може да бъде получено е спокойствие. За любители, може да е интересен големият, отлично запазен бункер в източния край на селото (вътрешна площ към 15 м2, 4 картечни амбразури, около метър бетонни стени, от далеч изглежда като обикновена могила, тъй като отзад е зарит с пръст). Поради изключителната чистота на водата в езерото, там могат да се ловят щуки, каквито например няма в Дуранкулашкия „гьол“. От близостта на езерото и поради поливното земеделие наоколо, в района рядко се срещат и змии, които обаче не са отровни и не навлизат в обитаеми постройки.

## Други
Езерецка могила на Антарктическия полуостров е наименувана на селото.